# 瓦伦蒂娜·博雷利
瓦伦蒂娜·博雷利（義大利語：Valentina Borrelli，1978年10月30日—），意大利前女子排球运动员。她曾代表意大利国家队参加德国举办的2002年世界女子排球锦标赛并获得冠军。